# Фільм жахів

Афіша фільму «Вій»

Фільм жахів, фільм жахіть, фільм жаху, фільм страхіть (англ. horror film, horror movie) — жанр художнього фільму. До фільмів жахів належать стрічки, що покликані налякати глядача, вселити почуття хвилювання або розсмішити, створити атмосферу напруження чи нестерпного очікування чогось жахливого. На відміну від, зокрема, комедій/«мила» чи порно, котрі сприяють виділенню ендорфінів та тестостерону, жахи, як і екшн, збільшують викид адреналіну.

## Характерні риси
Основною рисою фільмів жахів є напружена, тривожна атмосфера, яка реалізується на екрані тими чи іншими сюжетними поворотами, подіями, образами: як то скримери та елементи саспенсу. Як і в багатьох інших жанрах кінематографу, перед глядачем класичної горор-стрічки постає картина боротьби добра і зла.

## Історія виникнення

Приквел екранізації Кемпбелла

Першими фільмами з надприродними явищами, насиченими елементами фантасмагорії та кошмару, з'явилися ще у Жоржа Мальєса в кінці 1890-х років, одна з найвідоміших його робіт — це фільм 1896 року «Замок диявола». Це перший кінофільм, у якому використовувалися примітивні спецефекти. Розквіт жанру відбувся в Німеччині, де було створено багато популярних у майбутньому тем, як-то «Празький студент» (1913) чи «Ґолем» (1915). Основоположні персонажі фільмів жанру були запозичені зі страшних історій, створених німецьким експресіонізмом. Так, героєм фільму «Кабінеті доктора Каліґарі» (1920) був шалений вбивця, а в фільмі «Носферату, симфонія жаху» (1921) Фрідріха Вільгельма Мурнау вперше був використаний сюжет роману «Дракула» Брема Стокера.
У Голлівуді в німий період жанр перш за все був пов'язаний з іменем Т. Броунінга. В 1928 році Warner Bros. випускає перший звуковий фільм «Жах». На початку 30-х років компанія Universal Pictures випускає горор «Дракула» за однойменним романом, який швидко завойовує популярність.
У 50-ті роки жанр збагатився елементами наукової фантастики, зокрема в таких картинах як «Щось» (1951) та «Вторгнення викрадачів тіл» (1956). Стрічки М. Павелла «Допитливий Том» (1960) та «Психо» Гічкока (1960) розвинули тему слешерів про маніяків-убивць. Водночас з'явилися перші широковідомі зразки японських жахів, засновані на легендах про привидів, такі як «Квайдан» М. Кобаясі (1964) і «Куронеко» К. Сіндо (1968).
У 70-80-ті роки жанр зазнав переосмислення, з'явилися жорстокіші італійські та видовищніші, за спецефектами, американські жахи («Геловін», «Кошмар на вулиці В'язів», «П'ятниця, 13-те»).
Перша класика містила значний моральний підтекст з щасливим закінченням де виживали «праведники» котрі й карали «зло». Згодом, у 2000-х, тематика змінилась у бік реалізму, іноді без хепі-ендів або з виживанням найвитриваліших, котрі заздалегідь були ліпше за своїх наївних товаришів підготовлені до виживання.
Першим радянським фільмом жаху вважається «Вій» (1967) за мотивами однойменної повісті Миколи Гоголя, який знімали в Україні в церквах Седнева, Чернігова та Франківщини.

## Різновиди та піджанри

Одна з найпопулярніших серій жахів — «Пила»

На думку окремих оглядачів жанр поділяється на відносний реалізм (твори, котрі іноді посилаються на реальні події) та фантасмагорію:

### Реалізм
- Серійники — жанр, для якого характерним є персонаж серійного чи масового вбивці, який переслідує і по черзі вбиває своїх жертв («Поворот не туди», «Крик», «Пила» тощо).
- Тваринні — горори, тематикою яких є інстинктивні чи патогенні впливи на тварин, унаслідок яких вони виступають антагоністами («Щелепи», «Піраньї» і т. ін.)

### Фантасмагорія
- Психологічні — жанр зосереджений на вибудові насиченості впливу суто психологічних ефектів фобій чи парапсихології, як правило, при цьому стрічка не містить значної кількості жертв чи кровопролиття. В XXI сторіччі зразками цього жанру були «Ключ від усіх дверей», «Дзвінок» та «Дзеркала».
- Міфічні — стрічкам жанру притаманні міфічні антигерої, найпопулярнішими до відтворення з котрих є зомбі, упирі, вовкулаки, духи та інші вигадані істоти.

## Семантика назви
На думку окремих авторів, масова популярність фільмів страхів призвела до помилкового калькування назви з російської «фильм ужасов». На думку відомого мовознавця Бориса Антоненка-Давидовича, нормативною українською назвою для цього жанру є «фільм страхіть», «фільм страхів», «фільм жаху». Інші дослідники вважають, що термін «Фільм жахів» є правомірним, як і «горор», настільки що обидва терміни часопис Кіно-Коло поміщує в заголовку 500-сторінкової книги. Ще інші вживають русифіковану форму «хорор». Поняття жах можна вважати найекспресивнішою формою страху.